# Supercopa de Kirguistán
La Supercopa de Kirguistán es la supercopa de Kirguistán. La competición fue fundada oficialmente en 2011,  enfrenta a los campeones de la Liga de fútbol de Kirguistán y los ganadores de la Copa de Kirguistán de la campaña anterior, y gestionada por la Federación de Fútbol de la República Kirguisa.

## Ganadores
| Temporada | Fecha               | Campeón             | Marcador             | Finalista       |
| --------- | ------------------- | ------------------- | -------------------- | --------------- |
| 2011      | 4 de marzo de 2011  | Neftchi Kochkor-Ata | 2 - 1                | Dordoi Bishkek  |
| 2012      | 31 de marzo de 2012 | Dordoi Bishkek      | 3 - 1                | Abdish-Ata Kant |
| 2012      | 8 de abril de 2012  | Dordoi Bishkek      | 2 - 0                | Abdish-Ata Kant |
| 2013      | 21 de abril de 2013 | Dordoi Bishkek      | 3 - 0                | Alga Bishkek    |
| 2013      | 27 de abril de 2013 | Dordoi Bishkek      | 3 - 2                | Alga Bishkek    |
| 2014      | 24 de marzo de 2014 | Dordoi Bishkek      | 3 - 0                | Alay Osh        |
| 2016      | 8 de marzo de 2016  | Abdysh-Ata Kant     | 1 - 0                | Alay Osh        |
| 2017      | 3 de marzo de 2017  | Alay Osh            | 4 - 1                | Dordoi Bishkek  |
| 2018      | 1 de abril de 2018  | Alay Osh            | 2 - 2 (aet; 4 - 2 p) | Dordoi Bishkek  |
| 2019      | 14 de julio de 2019 | Dordoi Bishkek      | 2 - 1                | Alay Osh        |